# 방언 (종교)

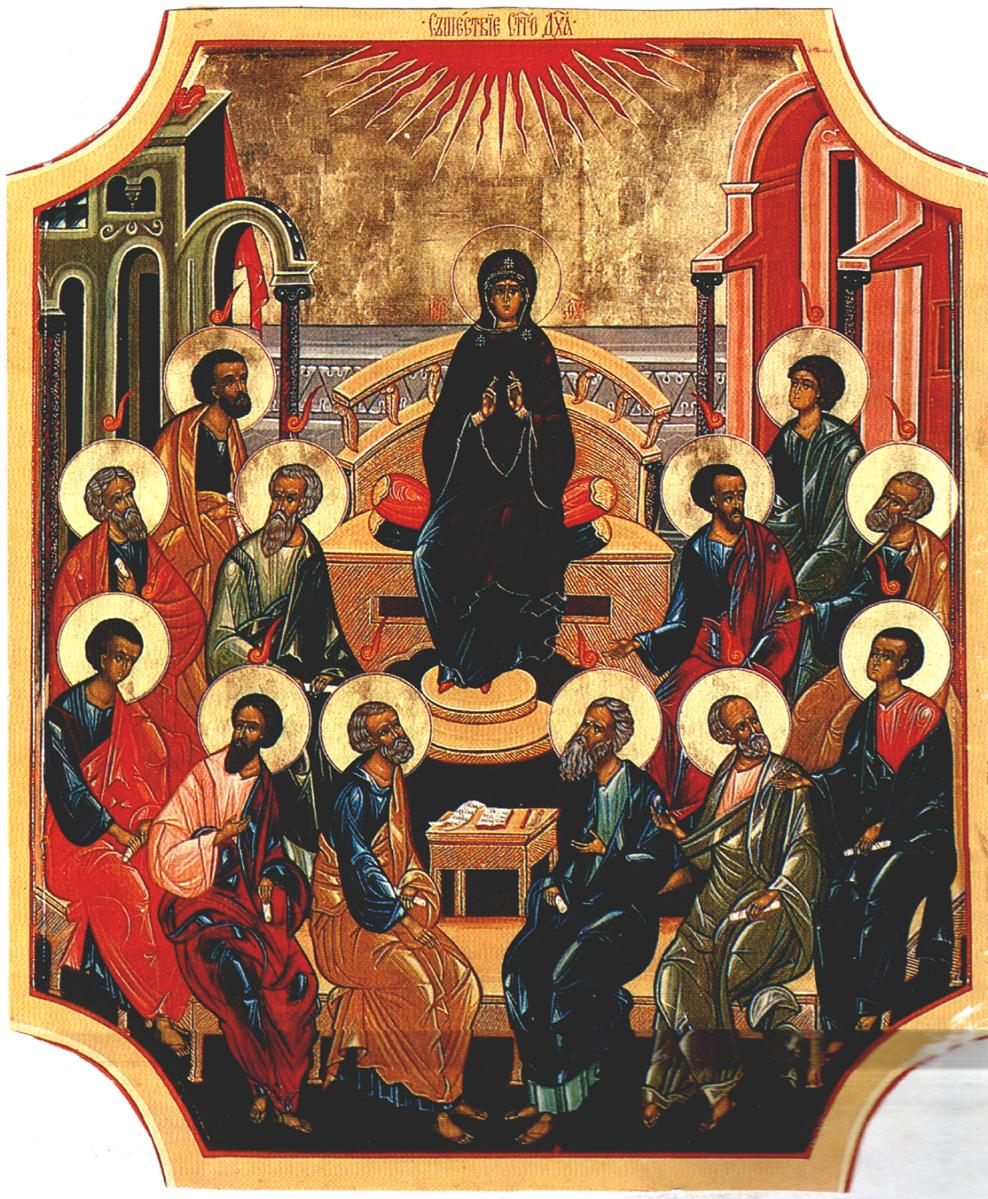
성모 마리아와 사도들이 '불꽃 모양의 혀'와 함께 성령으로 충만해진 모습을 묘사한 이콘

방언(方言, 영어: speaking in tongues, glossolalia)은 화자가 알지 못하는 언어나 말과 유사한 소리를 내는 것이다. 신자들은 이를 화자가 알지 못하는 언어라고 여긴다. 언어학자들이 사용하는 한 가지 정의는 쉽게 이해할 수 있는 의미가 없는 말과 유사한 음절을 유창하게 발성하는 것이다. 어떤 경우에는 종교적 관행의 일부로서, 일부 신자들은 이를 화자가 알지 못하는 신성한 언어라고 믿는다. 방언은 오순절주의 및 은사주의 기독교에서 행해지며, 다른 종교에서도 행해진다.
때때로 "글로솔랄리아"와 "제노랄리아", 즉 "제노글로시"를 구별하기도 하는데, 이는 화자가 이전에 알지 못했던 자연어를 말한다고 믿는 것과 관련이 있다.

## 본문
방언은 성경에서 '신령한 언어' 등으로 기록하고 표현하고 있다. 이는 '노력이 없이도 어떠한 영적 힘에 이끌려 외국어를 구사하는 능력'을 의미한다. 당시 로마 제국에서는 라틴어와 그리스어가 표준어였는데, 문화인은 그리스어를 능통하게 구사할 수 있었다. 이를 제외한 나머지 언어는 야만스런 언어로 여겼다.
초기 기독교 교인들에게 이러한 현상이 두드러지게 나타났는데, 이는 하나님께서 그들로 하여금 그들을 통하여 자신의 의지를 이방인들에게도 설파하기 위함이었다. 이러한 근거는 성경에 잘 나타나 있다.
| “ | 오순절이 되었을 때 그들은 모두 한자리에 모여 있었다. 그런데 갑자기 하늘에서 거센 바람이 부는 듯한 소리가 나더니, 그들이 앉아 있는 온 집 안을 가득 채웠다. 그리고 불꽃 모양의 혀들이 나타나 갈라지면서 각 사람 위에 내려앉았다. 그러자 그들은 모두 성령으로 가득 차, 성령께서 표현의 능력을 주시는 대로 다른 언어들로 말하기 시작하였다. 그때에 예루살렘에는 세계 모든 나라에서 온 독실한 유다인들이 살고 있었는데, 그 말소리가 나자 무리를 지어 몰려왔다. 그리고 제자들이 말하는 것을 저마다 자기 지방 말로 듣고 어리둥절해하였다. 그들은 놀라워하고 신기하게 여기며 말하였다. “지금 말하고 있는 저들은 모두 갈릴래아 사람들이 아닌가? 그런데 우리가 저마다 자기가 태어난 지방 말로 듣고 있으니 어찌 된 일인가? 파르티아 사람, 메디아 사람, 엘람 사람, 또 메소포타미아와 유다와 카파도키아와 폰토스와 아시아 주민, 프리기아와 팜필리아와 이집트 주민, 키레네 부근 리비아의 여러 지방 주민, 여기에 머무르는 로마인, 유다인과 유다교로 개종한 이들, 그리고 크레타 사람과 아라비아 사람인 우리가 저들이 하느님의 위업을 말하는 것을 저마다 자기 언어로 듣고 있지 않는가?” 그들은 모두 놀라워하고 어쩔 줄 몰라 하며, “도대체 어찌 된 영문인가?” 하고 서로 말하였다. 그러나 더러는 “새 포도주에 취했군.” 하며 비웃었다. | ” |
|   | — 사도행전 |   |

## 어원
방언의 영어인 '글로솔랄리아'는 γλωσσολαλία (glossolalía)에서 차용한 말로, 이는 γλῶσσα (glossa) '혀, 언어'와 λαλέω (laleō) '말하다, 이야기하다, 잡담하다, 재잘거리다, 소리를 내다'의 합성어이다. 그리스어 표현(다양한 형태로)은 신약성경의 사도행전과 고린도전서에 나타난다. 사도행전 2장에서는 그리스도의 추종자들이 성령을 받고 최소 열다섯 개국 또는 민족의 언어로 말한다.
"방언을 말하다"라는 정확한 구절은 14세기 위클리프 성경에서 중세 영어로 신약성경이 번역된 이후 최소한 사용되었다. 프레더릭 파라는 1879년에 글로솔랄리아라는 단어를 처음 사용했다.

## 언어학
1972년, 토론토 대학교의 언어학자 윌리엄 J. 사마린은 오순절 방언에 대한 철저한 평가를 발표했는데, 이는 언어적 특성에 대한 고전적인 연구가 되었다. 그의 평가는 5년 동안 이탈리아, 네덜란드, 자메이카, 캐나다, 미국에서 공공 및 개인 기독교 모임에서 녹음된 방대한 방언 샘플을 기반으로 했으며, 그의 광범위한 연구 대상에는 브롱크스의 푸에르토리코인, 애팔래치아의 뱀 다루는 사람들 및 로스앤젤레스의 러시아 몰로칸이 포함되었다.
사마린은 방언 음성이 어떤 면에서는 인간의 언어와 유사하다는 것을 발견했다. 화자는 악센트, 리듬, 억양 및 일시 정지를 사용하여 발화를 명확한 단위로 나눈다. 각 단위는 화자가 아는 언어에서 발견되는 자음과 모음으로 구성된 음절로 이루어져 있다.
이것은 특정 수의 자음과 모음을 사용하는 언어적 행동이다... 제한된 수의 음절로 이루어져 있으며, 이 음절은 다시 더 큰 단위로 조직되어 유사 문법적으로 분해되고 재배열된다... 음정, 음량, 속도, 강도의 변화와 함께.
[방언]은 화자가 아는 모든 소리에서 가져온 음절들의 연속으로 구성되며, 다소 무작위적으로 결합되지만 현실적이고 언어와 같은 리듬과 멜로디 때문에 단어와 문장과 같은 단위로 나타난다.
소리가 화자가 이미 아는 소리의 집합에서 가져온다는 것은 다른 사람들에 의해 확인되었다. 심리 인류학자이자 언어학자인 펠리시타스 굿맨은 또한 방언 화자의 언어가 화자의 모국어의 언어 패턴을 반영한다는 것을 발견했다. 이 발견은 카반(2004)에 의해 확인되었다.
사마린은 인간 언어와의 유사성은 단지 표면적일 뿐이며, 따라서 방언은 "언어의 외관일 뿐"이라고 결론지었다. 그는 음절 문자열이 단어를 형성하지 않고, 음성 흐름이 내부적으로 조직되지 않았으며, 가장 중요하게도 음성 단위와 개념 사이에 체계적인 관계가 없기 때문에 이러한 결론에 도달했다. 인간은 언어를 사용하여 의사소통하지만, 방언은 그렇지 않다. 따라서 그는 방언이 "내부적으로 조직되지 않았고, 인간이 인지하는 세상과 체계적으로 관련되어 있지 않기 때문에 인간 언어의 표본이 아니다"라고 결론지었다. 그의 언어학적 분석을 바탕으로 사마린은 오순절 방언을 "화자가 실제 언어라고 믿지만, 살아있는 언어든 죽은 언어든 어떤 자연어와도 체계적인 유사성이 없는 의미는 없지만 음운론적으로 구조화된 인간 발화"로 정의했다.
펠리시타스 굿맨은 미국, 카리브해, 멕시코의 여러 오순절 공동체를 연구했으며, 여기에는 영어, 스페인어, 마야어 사용자 집단이 포함되었다. 그녀는 자신이 발견한 것을 아프리카, 보르네오, 인도네시아, 일본의 비기독교 의식 녹음과 비교했다. 그녀는 분절 구조(소리, 음절, 구문 등)와 초분절 요소(리듬, 악센트, 억양)를 모두 고려했으며, 오순절 개신교 신자들과 다른 종교 신자들이 행하는 것 사이에 차이가 없다고 결론지었다.

## 역사

### 고대
고대 세계에서는 신적 존재들이 인간 언어와 다른 언어를 사용한다는 것이 흔한 생각이었으며, 종교 사학자들은 그리스-로마 문학에서 글로솔랄리아와 유사한 난해한 발화에 대한 언급을 확인했는데, 때로는 천사적 또는 신성한 언어로 설명되기도 했다. 한 가지 예는 욥기의 비정경적 확장인 욥의 유언에 나오는 이야기로, 욥의 딸들이 천사 언어로 말하고 노래할 수 있도록 해주는 띠를 받았다고 묘사되어 있다.
데일 B. 마틴에 따르면, 고대 세계에서 글로솔랄리아는 신성과의 연관성 때문에 높은 지위를 부여받았다. 아보노테이코스의 알렉산드로스는 예언적 황홀경 중에 글로솔랄리아를 보였을 수도 있다. 신플라톤주의 철학자 이암블리코스는 글로솔랄리아를 예언과 연결시키며, 예언은 "그것을 발화하는 사람들이 이해하지 못하는 단어를 내뱉는" 신성한 빙의이며, "그들은 미친 입(mainomenό stomati)으로 말하며, 지배적인 신의 에너지에 전적으로 복종하고 완전히 자신을 내맡긴다"고 썼다.
그리스 철학자 켈수스는 초기 기독교에 대한 그의 저술에서 기독교 방언에 대한 설명을 포함한다. 켈수스는 팔레스타인과 페니키아의 여러 기독교인들이 행한 예언에 대해 다음과 같이 썼다. "이러한 위협을 가한 후에 그들은 이해할 수 없고, 일관성 없고, 완전히 불분명한 발언을 덧붙이는데, 그 의미를 지적인 사람은 아무도 알아낼 수 없었다. 왜냐하면 그것들은 무의미하고 터무니없으며, 어떤 바보나 마술사에게든 그 말을 원하는 대로 해석할 기회를 주기 때문이다."
교부들의 방언에 대한 언급은 드물다. 이레네우스의 2세기 교회에 많은 사람들이 "성령을 통해" 온갖 언어를 말한다는 언급과, 테르툴리아누스의 207년 당대에 방언 해석의 영적 은사가 나타났다는 언급을 제외하고는, 그들의 저술에서 방언에 대한 다른 알려진 직접적인 기록은 없으며, 간접적인 기록도 거의 없다.

### 1100년부터 1900년까지
- 12세기 – 클레르보의 베르나르는 방언이 더 이상 존재하지 않는다고 설명했는데, 이는 신자들의 변화된 삶이라는 더 큰 기적이 있었기 때문이다.[28]
- 12세기 – 빙엔의 힐데가르트는 환상과 예언의 은사를 가졌고, 라틴어를 배우지 않고도 라틴어로 말하고 쓸 수 있었다고 전해진다.[29]
- 1265년 – 토마스 아퀴나스는 선교 사업을 위한 목적으로 주어진 모든 언어를 말할 수 있는 능력으로 이해되는 신약성경의 방언 은사에 대해 썼다. 그는 그리스도께서 유대인에게 선교를 해야 했기 때문에 이 은사를 가지지 않았으며, "이제 신자들 각자가 한 가지 언어 외에는 말하지 않는다"고 설명했다. 왜냐하면 "교회 자체가 이미 모든 민족의 언어를 말하기 때문에 아무도 모든 민족의 언어로 말하지 않는다"고 했다.[30]
- 15세기 – 모라비아 형제회는 비방자들에 의해 방언을 했다고 언급된다. 동시대 비평가인 존 로체는 모라비아인들이 "흔히 산만한 전문 용어를 사용했는데, 이는 그들이 무지한 사람들에게 '영의 넘쳐나는 억제할 수 없는 배설물'로 통용시켰다"고 주장했다.[31]
- 17세기 – 프랑스 예언자들: 카미자르도 때때로 알려지지 않은 언어로 말했다. 몽펠리에의 제임스 뒤 부아는 "남녀 여러 사람이 황홀경에 빠져 알 수 없는 단어를 발음하는 것을 들었는데, 옆에 있던 사람들에게는 외국어처럼 들렸다"고 회상했다. 이러한 발화는 때때로 뒤 부아의 경험상, 방언을 말한 사람과 동일한 사람이 행사하는 해석의 은사를 동반하기도 했다.[32][33]
- 17세기 – 퀘이커교도 초기 지도자들, 예를 들어 에드워드 버로는 그들의 모임에서 방언을 언급했다: "우리는 주님께서 우리에게 말씀하시는 대로, 그리고 그분의 영이 우리를 이끄시는 대로 새로운 방언으로 말했다."[34]
- 1817년 – 독일에서 프로이센 근위대 귀족 장교인 구스타프 폰 벨로우와 그의 형제들은 포메라니아 영지에 자신들의 영지를 기반으로 하는 종교 운동을 설립했는데, 이 운동에는 방언도 포함되었을 수 있다.[35]
- 19세기 – 에드워드 어빙과 가톨릭 사도교회. 스코틀랜드 교회의 목사였던 에드워드 어빙은 "알 수 없는 방언으로 매우 길게, 그리고 초인적인 힘으로 말하여 듣는 모든 사람들에게 큰 놀라움을 주고, 자신에게는 하나님 안에서 큰 교화와 기쁨을 주었다"고 한 여성에 대해 썼다.[36] 어빙은 더 나아가 "방언은 우리에게 아무리 신비하게 보일지라도 개인적인 교화를 위한 훌륭한 도구"라고 말했다.[37]
- 19세기 – 말일성도 예수 그리스도 교회(LDS 교회)의 역사는 브리검 영, 조셉 스미스 주니어 및 다른 많은 사람들의 방언 실천에 대한 광범위한 언급을 담고 있다.[38][39] 시드니 리그돈은 알렉산더 캠벨과 방언에 대해 이견이 있었고, 나중에 말일성도 예수 그리스도 교회에 합류했다. 방언은 최소 1830년까지 몰몬교에 적대적이거나 우호적인 동시대 자료에 기록되었다.[40] 이 관행은 곧 몰몬교도들 사이에 널리 퍼졌고, 많은 평신도 교회 신자들이 자신들이 아담의 언어를 말하고 있다고 믿었다. 몰몬교에 대한 일부 적대감은 다른 신앙을 가진 사람들이 방언을 부정적으로 여겼기 때문이었는데, 특히 아이들이 방언을 행할 때 그러했다.[40] 1836년 커틀랜드 성전 헌당식에서 헌당 기도에서는 하나님께 방언 은사를 허락해 달라고 간구했고, 예배가 끝난 후 브리검 영이 방언을 했으며, 다른 장로가 이를 통역한 다음 자신도 방언으로 권고했다. 헌당 전후 커틀랜드 성전에서의 많은 다른 예배 경험에는 사람들이 방언을 말하고 통역하는 것에 대한 언급이 포함되었다. 웬트워스 서한 (1842)에서 교회의 신앙을 설명하면서 조셉 스미스 주니어는 "방언의 은사"와 "방언 해석"에 대한 믿음을 언급했다. 말일성도 예수 그리스도 교회 신자들의 방언 실천은 널리 퍼져 있었지만, 1830-34년경의 초기 열정적인 성장이 있은 후에는 다른 많은 동시대 종교 운동보다 다소 더 절제된 것으로 보인다.[40] 영, 스미스, 그리고 다른 많은 초기 지도자들은 방언의 공적인 행사를 삼가하도록 자주 경고했는데, 이는 청자들이 무슨 말이 있었는지 교화될 수 있도록 방언 해석이라는 상응하는 영적 은사를 행사할 수 있는 사람이 있어야 한다는 것이었다. 말일성도 예수 그리스도 교회 신자들은 방언과 방언 해석이 교회에서 살아 움직인다고 믿지만, 현대 몰몬교도들은 이 은사의 발현의 증거로 LDS 선교사들이 외국어를 빠르게 배우고 선교지에서 빠르게 의사소통할 수 있는 방식을 더 많이 지적하는 경향이 있다. 이러한 해석은 1900년 조셉 F. 스미스의 총회 설교에서 방언을 권장하지 않은 데서 비롯되었다. 이후 지도자들은 약 10년 동안 이 권고를 되풀이했고, 그 후 방언 실천은 1930년대와 40년대에 몰몬교도들 사이에서 대체로 사라졌다.[40]

### 20세기

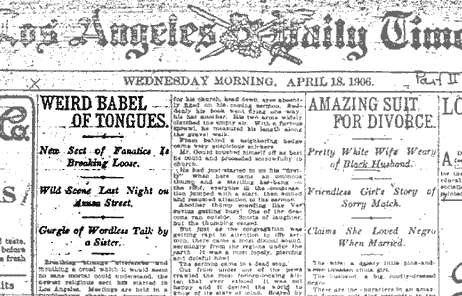
1906년 로스앤젤레스 타임스 신문에서 "기이한 방언의 혼란"과 아주사 거리에서의 기타 행동에 대한 헤드라인

20세기 동안 글로솔랄리아는 주로 오순절주의와 후기의 은사 운동과 관련이 깊어졌다. 성결 운동의 설교자들인 찰스 퍼햄과 윌리엄 J. 시모어는 이 운동의 공동 창립자로 평가받는다. 퍼햄과 시모어는 "성령세례는 성화의 축복이 아니라 방언 경험을 동반하는 세 번째 은혜의 역사"라고 가르쳤다. "최초 증거" 교리를 체계화한 것은 퍼햄이었다. 성경을 연구한 후, 퍼햄은 방언이 성령 세례를 받았다는 성경적 증거라고 결론지었다.
1900년, 퍼햄은 미국 캔자스주 토피카에 베델 성경 대학을 설립하고, 그곳에서 이 관행을 시작하는 방법에 대한 은사주의적 신념인 '최초 증거'를 가르쳤다. 1901년 1월 1일 예배 중에 아그네스 오즈먼이라는 학생이 하나님께 특별히 성령으로 충만케 해달라고 기도하며 안수례를 요청했다. 그녀는 20세기 첫 시간에 방언을 경험한 많은 학생들 중 첫 번째가 되었다. 퍼햄은 며칠 뒤에 뒤를 이었다. 퍼햄은 그의 새로운 운동을 사도적 신앙이라고 불렀다. 1905년, 그는 휴스턴으로 이주하여 그곳에 성경 학교를 설립했다. 그의 학생 중 한 명은 아프리카계 미국인 설교자인 윌리엄 시모어였다. 1906년, 시모어는 로스앤젤레스로 여행하여 그의 설교가 아주사 거리 부흥을 촉발시켰다. 이 부흥은 세계 오순절 운동의 탄생으로 여겨진다. 윌리엄 시모어의 1906년 뉴스레터 <사도적 신앙(The Apostolic Faith)> 첫 호에 따르면:
무슬림 한 명, 수단 출신으로 통역가이며 16개 언어를 구사하는 사람이 아주사 거리의 모임에 왔는데, 주님께서 그에게 자신만이 이해할 수 있는 메시지를 주셨다. 그는 여러 언어를 확인하고, 통역하고, 기록했다.

퍼햄과 그의 초기 추종자들은 방언이 제노글로시라고 믿었고, 일부 추종자들은 외국으로 여행하여 그 은사를 사용하여 비영어권 사람들에게 복음을 전하려고 노력했다. 아주사 거리 부흥 시기부터 오순절 운동의 초기 참가자들 사이에는 개인이 '방언'으로 자신의 언어가 말해지는 것을 듣는 많은 사례가 있었다. 대부분의 오순절주의자들과 은사주의자들은 방언을 인간 언어라기보다는 주로 신성한 언어, 즉 "천사의 언어"로 여긴다. 아주사 거리 부흥 이후 몇 년 동안 선교지로 간 오순절주의자들은 낯선 땅에서 방언을 할 때 현지 주민의 언어로 마음대로 말할 수 없다는 것을 발견했다.
아주사 거리 부흥은 약 1915년까지 지속되었다. 이를 통해 많은 새로운 오순절 교회들이 생겨났는데, 사람들이 로스앤젤레스의 예배에 방문하여 새로 발견한 신념을 미국 전역과 해외의 공동체로 가져갔기 때문이다. 20세기 동안 방언은 이러한 종교 집단의 정체성의 중요한 부분이 되었다. 1960년대 동안, 주류 개신교 교회와 은사주의 로마 가톨릭교인들 사이에서 은사 운동이 일부 오순절 신념을 채택했고, 방언 실천은 다른 기독교 교파로 확산되었다. 방언에 대한 논의는 특히 1960년대 광범위한 은사 운동 이후 많은 개신교 분파에 스며들었다. 많은 책들이 이 관행을 옹호하거나 공격하는 내용으로 출판되었다.

## 기독교

### 신학적 설명
기독교 신학에서 글로솔랄리아에 대한 초자연적인 설명은 일부에 의해 옹호되고 다른 이들에게는 거부된다. 각 관점의 지지자들은 자신들의 입장을 지지하기 위해 성경적 저술과 역사적 주장을 사용한다.
- 방언주의자들은 글로솔랄리아를 행하는 사람들 외에도, 오늘날 행해지는 오순절/은사주의 글로솔랄리아가 신약성경에 묘사된 "방언"이라고 믿는 모든 기독교인들을 의미할 수 있다. 그들은 그것이 기적적인 은사 또는 영적 은사라고 믿는다. 방언주의자들은 이러한 방언이 실제 배우지 않은 언어(제노글로시)일 수도 있고,[46][47] "영의 언어", "하늘 언어", 또는 천사들의 언어일 수도 있다고 주장한다.[48]
- 은사중지론자들은 성령의 모든 기적적인 은사들이 기독교 역사 초기에 중단되었으며, 따라서 은사주의 기독교인들이 행하는 방언은 언어적이지 않은 음절을 학습하여 발화하는 것이라고 믿는다. 이 믿음에 따르면, 그것은 제노글로시도 아니고 기적적이지도 않으며, 오히려 학습된 행동이고, 아마도 자기 유도적인 것일 수 있다. 이들은 신약성경이 "방언"이라고 묘사한 것이 제노글로시, 즉 화자가 이전에 배우지 않은 자연어로 의사소통할 수 있는 기적적인 영적 은사였다고 믿는다.
- 세 번째 입장은 글로솔랄리아가 존재하지만, 그것은 프렐레스트의 한 형태이며, 신약성경에 묘사된 "방언"이 아니라고 주장한다. 이 입장은 글로솔랄리아가 수행자들이 진정한 영적 능력을 나타내는 매개 기술의 일부라고 믿지만, 이 능력이 반드시 성령의 것은 아니라고 본다.[49]
- 네 번째 입장은 방언의 관행이 민속적 관행이며 합법적인 신약성경의 실제 언어를 말하고 해석하는 영적 은사와 다르다고 믿는다. 따라서 이 집단이 특정 현대적인 방언의 표현의 초자연적 기원을 불신하는 것은 "기적이 중단되었다"는 믿음(은사중지론) 때문이 아니라, 방언주의자들이 성경을 오해하고 자연적으로 설명될 수 있는 것을 성령에게 잘못 귀속시켰다는 믿음 때문이다.[50]

### 성경적 실천
신약성경에서 방언이 명시적으로 언급된 곳은 다섯 군데이다.
- 마르코 16:17 (논란의 여지가 있는 구절이지만), 그리스도께서 사도들에게 주신 지시를 기록하고 있으며, 그분께 "믿는 자들"을 따를 표적으로 "새 방언을 말하리라"고 묘사하고 있다.
- 사도행전 2장에서는 오순절 예루살렘에서 방언이 일어난 사건을 묘사하고 있지만, 해석은 다양하다. 특히 "각 사람이 자기 방언으로 말하는 것을 들었"고 "어찌하여 우리가 각기 난 곳 방언으로 듣게 되느냐?"고 궁금해했다.
- 사도행전 10:46은 카에사레아의 코르넬리우스의 집에서 방언을 했고, 그곳에 있던 사람들은 이를 오순절에 일어난 방언과 비교했다.
- 사도행전 19:6은 사도 바울이 에페소스에서 약 12명의 남자들에게 안수했을 때 그들이 성령을 받고 방언을 한 사건이다.
- 고린토인들에게 보낸 첫째 서간 12장, 13장, 14장은 사도 바울이 "각종 방언"에 대해 영의 은사에 대한 더 넓은 논의의 일부로 논하고 있다. 그의 발언은 그 자신의 방언뿐만 아니라 교회에서 방언 은사가 어떻게 사용되어야 하는지에 대한 일부 통찰을 제공한다.

추론적으로 "방언"을 언급하는 것으로 간주될 수 있는 다른 구절로는 이사야 28:11, 로마서 8:26, 유다서 20절이 있다.
사도행전 2장의 오순절 성경 기록은 거센 바람 소리와 사도들에게 "불의 혀 같이 갈라지는 것"이 임했다고 묘사한다. 본문은 또한 "그들이 다 성령으로 충만하여 다른 언어들로 말하기를 시작했다"고 묘사한다. 5절-11절에서는 사도들이 말할 때 참석한 각 사람이 "자기의 모국어가 말해지는 것을 들었다"고 말한다. 그러므로 방언 은사는 사도들이 듣는 사람들이 "우리 각기 본토 방언으로 하나님의 큰일을 말함"으로 들었던 언어를 말하는 것을 의미한다. 방언주의자들과 은사중지론자들은 모두 이것을 제노글로시, 즉 성령세례를 표시하는 기적적인 능력으로 인정한다. 비슷한 현상(비록 제노글로시는 아닐지라도)이 카에사레아와 에페소스에서 최소 두 번 더 일어났다.
방언주의자들과 은사중지론자들은 일반적으로 방언 은사의 주요 목적이 성령이 부어진 것을 표시하는 것이라는 데 동의한다. 오순절에 베드로 사도는 이 은사(일부 청중이 제자들을 술 취한 자라고 조롱하게 만든)가 요엘의 예언의 성취라고 선언했는데, 이 예언은 하나님께서 모든 육체 위에 그의 영을 부으실 것이라고 묘사했다(사도행전 2:17).
이러한 공통점에도 불구하고 해석에는 상당한 차이가 있다.
- 보편성. 전통적인 오순절주의 견해는 모든 그리스도인이 성령으로 세례받는 것을 기대해야 하며, 그 특징적인 표징이 방언이라는 것이다.[52] 대부분의 개신교도들이 성령 세례가 그리스도인이 되는 데 필수적이라는 데 동의하는 반면, 다른 이들[53]은 성령 세례가 개종과 분리될 수 없으며 더 이상 방언으로 표시되지 않는다고 믿는다. 오순절주의자들은 베드로 사도가 오순절에 "성령의 은사"가 "너희와 너희 자녀와 모든 먼 데 사람에게 주신 것"(사도행전 2:38-39)이라고 선언한 것을 인용한다. 은사중지론자들은 방언 은사가 결코 모든 사람을 위한 것이 아니었다고 반박한다(고린토인들에게 보낸 첫째 서간 12:30). 성령 세례가 개종과 별개의 경험이 아니라고 말하는 사람들에게 오순절주의자들은 사도 바울이 에베소 신자들에게 "너희가 믿을 때에 성령을 받았느냐?"(사도행전 19:2)라고 물었던 것을 인용한다.
- 하나의 은사. 사도행전과 고린도전서에는 방언의 다른 측면들이 나타나 있는데, 하나님의 성회는 사도행전에 나타난 은사가 고린도전서의 "방언 은사와 본질적으로 동일"하지만 "목적과 사용에 있어서는 다르다"고 선언한다.[52] 그들은 성령의 은사를 받을 때의 (개인적인) 방언과 교회의 유익을 위한 (공적인) 방언을 구별한다. 다른 이들은 사도행전의 은사가 "다른 현상"이 아니라 다른 상황에서 나타나는 동일한 은사라고 주장한다.[54] "방언"이라는 동일한 표현 – 이 사도행전과 고린도전서 모두에서 사용되었고, 두 경우 모두 배우지 않은 언어로 된 말이다.
- 방향. 신약성경은 방언을 대체로 하나님께 향하는 말로 묘사하지만, 또한 인간의 언어로 해석될 수 있는 것으로서, "듣는 사람을 교화하는 것"(고린토인들에게 보낸 첫째 서간 14:5, 13)으로도 묘사한다. 오순절과 가이사랴에서 말하는 사람들은 하나님을 찬양했다(사도행전 2:11; 10:46). 바울은 방언으로 기도하고, 찬양하고, 감사하는 것(고린토인들에게 보낸 첫째 서간 14:14-17)뿐만 아니라 방언 해석에 대해서도 언급했으며(고린토인들에게 보낸 첫째 서간 14:5), 방언을 말하는 자들에게 다른 사람들이 이해할 수 있도록 방언을 해석하는 능력을 위해 기도하라고 지시했다(고린토인들에게 보낸 첫째 서간 14:13). 어떤 사람들은 방언을 하나님께 향하는 말 – "기도나 찬양"으로 제한하지만,[46] 다른 사람들은 방언이 하나님으로부터 교회로 오는 계시이며, 방언 해석 은사를 받은 사람들에 의해 다른 사람들의 유익을 위해 인간 언어로 해석될 때 예언과 동일하게 간주될 수 있다고 주장한다.[55]
- 음악. 글로솔랄리아의 음악적 간주는 때때로 성령 안에서 노래하는 것으로 묘사된다. 어떤 이들은 성령 안에서 노래하는 것이 고린도전서 14:13–19의 방언으로 노래하는 것과 동일시된다고 주장한다.[56][57] 그들은 이것이 "영적 또는 영감이 넘치는 노래"이며, 바울이 "이해를 가지고 노래하는 것"이라고 부른 "의사소통적 또는 영향력 있는 노래"와는 대조된다고 주장한다.[58]
- 불신자를 위한 표적(고린토인들에게 보낸 첫째 서간 14:22). 어떤 이들은 방언이 "불신자들이 믿게 하는 표적"이라고 가정하며,[59] 따라서 이를 전도 수단으로 옹호한다. 다른 이들은 바울이 이사야를 인용하여 "하나님이 사람들이 이해할 수 없는 언어로 말씀하실 때, 그것은 분명히 하나님의 심판의 표적이다"라고 지적하며, 만약 불신자들이 해석 없이 방언이 말해지기 때문에 이해할 수 없는 교회 예배에 당황한다면, 그것은 "하나님의 태도", "심판의 표적"이라고 주장한다.[60] 일부는 사도행전 2장의 방언을 불신자를 위한 표적으로서의 방언의 주요 예시로 본다.
- 이해. 어떤 이들은 방언이 "화자가 이해하지 못하는 것"이라고 말한다.[46] 다른 이들은 "방언 화자는 보통 자신의 외국어 메시지를 이해했다"고 주장한다.[61] 이 마지막 언급은 "방언의 은사"와 "방언 해석의 은사"를 혼동한 사람에 의해 이루어진 것으로 보이는데, 방언 해석의 은사는 신약성경에서 다른 은사로 명시되어 있지만, 방언의 은사를 가진 사람에게도 주어질 수 있다. 이 경우, 그 사람은 이전에 알 수 없는 언어로 말했던 방언 메시지를 이해한다.

### 오순절 및 은사주의적 실천
홀리니스 오순절주의자들은 성령세례를 거듭남(첫 번째 은혜의 역사)과 완전 성화(두 번째 은혜의 역사)에 이은 세 번째 은혜의 역사로 간주한다. 홀리니스 오순절주의자들은 이 세 번째 은혜의 역사가 글로솔랄리아를 동반한다고 가르친다.
오순절주의와 은사주의 신념은 단일하지 않기 때문에 방언에 대한 완전한 신학적 합의는 없다. 일반적으로 추종자들은 방언이 인간 언어 또는 하늘의 초자연적인 언어로 세 가지 방식으로 나타날 수 있는 영의 은사라고 믿는다.
- "방언의 표적"은 제노글로시를 의미하는데, 이는 추종자들이 배우지 않은 언어를 말하는 것으로 믿는 것이다.
- "방언의 은사"는 개인이 발화하여 일반적으로 다른 신자들의 회중에게 전달하는 방언을 의미한다.
- "영으로 기도하는 것"은 일반적으로 개인 기도에서 글로솔랄리아를 지칭하는 데 사용된다.[64]

많은 오순절주의자들과 은사주의자들은 고린도 교회에서 글로솔랄리아의 공적 사용에 대한 지침을 확립한 고린도전서 14장의 바울의 말을 인용하지만, 이 구절의 해석과 이러한 지침이 따르는 정도는 학문적 논쟁의 대상이다.
방언의 은사는 종종 "방언 메시지"라고 불린다. 행위자들은 이러한 방언 사용이 집합된 회중이 메시지를 이해할 수 있도록 해석을 필요로 하며, 이는 방언 해석을 통해 이루어진다고 믿는다. 방언 메시지의 본질에 대한 두 가지 학파가 있다.
- 한 학파는 그것이 항상 기도, 찬양, 또는 감사로서 하나님께 향하지만, 회중의 듣고 교화를 위해 말해진다고 믿는다.
- 다른 학파는 방언 메시지가 성령의 영감을 받은 예언적 발화일 수 있다고 믿는다.[67] 이 경우, 화자는 하나님을 대신하여 회중에게 메시지를 전달한다.

성령 안에서 기도하는 것 외에도, 많은 오순절 및 은사주의 교회에서는 성령 안에서 노래하는 것으로 알려진 것을 행한다.

### 방언 해석
기독교 신학에서 방언 해석은 고린토인들에게 보낸 첫째 서간 12장에 나열된 영의 은사 중 하나이다. 이 은사는 방언의 은사, 즉 화자가 알지 못하는 언어(방언)로 말할 수 있는 초자연적 능력과 함께 사용된다. 해석의 은사는 알 수 없는 방언으로 발화된 내용을 이해할 수 있는 언어로 표현할 수 있는 초자연적 능력이다. 이는 학습된 것이 아니라 성령에 의해 부여되는 것이므로, 습득된 통역 기술과 혼동해서는 안 된다. 은사중지론자 기독교인들은 이 기적적인 은사가 중단되었다고 믿는 반면, 은사주의와 오순절주의 기독교인들은 이 은사가 교회 내에서 계속 작동한다고 믿는다. 이 은사에 대해 알려진 대부분의 내용은 바울이 고린토인들에게 보낸 첫째 서간 14장에 기록했다. 이 구절에는 방언 은사의 올바른 사용에 대한 지침이 제시되어 있다. 방언 은사가 교회의 교화에 유익하려면, 그러한 초자연적인 발화는 모인 기독교인들의 언어로 해석되어야 했다. 모인 기독교인들 중에 해석 은사를 가진 사람이 없으면, 방언 은사는 공개적으로 행사되어서는 안 되었다. 방언 은사를 가진 사람들은 해석 능력을 위해 기도하도록 격려되었다.

## 비기독교적 실천
다른 종교 집단에서도 어떤 형태의 신령한 글로솔랄리아가 관찰되었다. 이는 아마도 이교, 샤머니즘, 그리고 다른 빙의 종교 관행에서 가장 흔하게 나타나는 것으로 보인다. 일본에서는 빛의회가 글로솔랄리아가 신도들로 하여금 전생을 기억하게 할 수 있다고 믿었다.
글로솔랄리아는 보이니치 필사본에 대한 설명으로 가정되어 왔다.
19세기에는 정신주의가 알랑 카르데크의 작업으로 발전했으며, 이 관행은 영들의 자명한 현상 중 하나로 여겨졌다. 정신주의자들은 일부 사례가 실제로 제노글로시 사례였다고 주장했다.

## 의학 연구
대부분의 경우 방언을 하는 사람들은 이러한 증상을 유발하는 기저의 신경정신과적 장애가 없지만, 신경성 질환에서 드물게 발생하기도 한다. 화자들은 이해할 수 없고 언어적 구조가 없는 발화에서 개인적인 의미를 발견한다고 보고한다. 정신병리학과의 연관성은 입증되지 않았다. 방언을 하는 사람들이 우울증이나 정신병, 또는 다른 장애를 가진 사람들 중에 과도하게 나타나지 않았으며, 한 연구에서는 방언이 신경증과 음의 상관관계를 보여, 화자들 사이에서 정서적 안정성이 더 높았다.:69 그럼에도 불구하고 화자들이 사용하는 언어는 의미론적 의미가 없지만, 발화는 화자의 모국어에서 파생된 것으로 보인다.:505 따라서 연구들은 이것이 화자들에 의해 학습된 행동일 수 있다고 시사한다.
방언동안의 뇌 활동 신경영상은 뇌의 언어 영역에서 활동을 보여주지 않는다. 다시 말해, 이는 특정 뇌 활동으로 특징지어질 수 있다.
1973년 실험 연구는 두 가지 기본 유형의 글로솔랄리아가 존재함을 강조했다: 다소 반복적 경향이 있는 정적 형태와 언어와 유사한 요소들의 자유 연상 경향이 있는 더 역동적인 형태.
미국 인류 생물학 저널에서 수행된 연구에 따르면 방언은 순환 코르티솔 감소와 알파-아밀레이스 효소 활동 증가 – 침에서 측정할 수 있는 스트레스 감소의 두 가지 일반적인 생체 지표와 관련이 있다. 여러 사회학적 연구는 오순절 방언에 참여함으로써 얻는 다양한 사회적 이점을 보고하고 있는데, 이는 자신감 증가와 같은 것이다.

## 은사중지론
다양한 기독교 단체들은 오순절 및 은사 운동이 글로솔랄리아와 같은 신비주의적 발현에 너무 많은 관심을 기울인다고 비판했다. 특정 복음주의 및 기타 개신교 교회에서는 이 경험이 복음화를 위해 배우지 않은 외국어를 말하는 은사(제노글로시)로 이해되었으며, 은사중지론은 이 은사와 다른 영적 은사들이 사도 시대에만 해당되었고 그 이후로는 철회되었다고 주장하는 신학적 입장이다.

## 같이 보기
- 실어증
- 의미 없는 글쓰기
- 자동 기술법
- 성서해석학
- 언약신학
- 직통계시
- 세대주의
- 꿈 속의 언어
- 알아들을 수 없는 말
- 개인 언어
- 다변증
- 스캣

### 참고 문헌
- Martin, Dale B. (1995), 《고린도 몸》, 코네티컷주 뉴헤이븐: 예일 대학교 출판부, ISBN 978-0300081725

## 더 읽을거리
- Cartledge, Mark J., 편집. (2006). 《방언: 다학제적 관점》. 페이터노스터 출판사.
- Ensley, Eddie (1977). 《경이로운 소리: 가톨릭 전통의 방언》. New York: 폴리스트 프레스.
- Goodman, Felicitas D. (1972). 《방언: 글로솔랄리아의 문화 간 연구》. 시카고: 시카고 대학교 출판부.
- Gromacki, Robert G. (1976). 《현대 방언 운동》. 베이커 북스. ISBN 978-0801037085.
- Harris, Ralph W. (1973). 《성령이 말하게 하심: 아랍어부터 줄루어까지 '다른 방언'에 대한 문서화된 기록》. 미주리주 스프링필드: 복음 출판사.
- Hoekema, Anthony A. (1966). 《방언에 대해 어떻게 생각하는가?》. 미시간주 그랜드래피즈: 이어드만스.
- Johnson, Luke Timothy (1998). 《초기 기독교의 종교적 경험: 신약성경 연구의 놓친 차원》. 미니애폴리스: 포트리스 프레스. ISBN 0800631293.
- Keener, Craig (2011). 《기적: 신약성경 기록의 신뢰성》 1–2. 미시간주 그랜드래피즈: 베이커 아카데미.
- Kelsey, Morton T. (1964). 《방언: 종교적 경험의 실험》. New York: 더블데이.
- Kostelnik, Joseph (1981). 《성령 안의 기도: 잃어버린 고리》. 예언적 목소리 출판사. ISBN 9798764898568.
- MacArthur, John F. (1993). 《은사주의적 혼돈》. 존더반. ISBN 978-0310575726.
- Malony, H. Newton; Lovekin, A. Adams (1985). 《글로솔랄리아: 방언에 대한 행동 과학적 관점》. 옥스퍼드 대학교 출판부. ISBN 0195035690.
- May, Jordan D. (2013). 《오순절의 세계적 증언: '다른 방언'의 증언》. 테네시주 클리블랜드: CPT 프레스.
- Mills, Watson E. (1986). 《방언: 글로솔랄리아 연구 안내서》. 미시간주 그랜드래피즈: W.B. 이어드만스.
- Roberson, Dave (1999년 1월 22일). 《영의 걸음 — 능력의 걸음: 방언 기도의 핵심 역할》 (PDF). 데이브 로버슨 사역. ISBN 978-1-929339-10-5. 2013년 2월 28일에 원본 문서 (PDF)에서 보존된 문서.
- Roybal, Rory (2005). 《기적인가 마법인가?》. 슐론 프레스. ISBN 9781597812504.
- Ruthven, Jon (2012). 《은사 중단에 대하여: 비성경적 기적에 대한 개신교의 논쟁》 2판. 워드 & 스피릿 프레스.
- Sadler, Paul M. (2001). 《사도행전 시대의 초자연적 표적 은사》 (PDF). 베레안 성경 협회. ISBN 1-893874-28-1. 2011년 10월 4일에 원본 문서 (PDF)에서 보존된 문서.
- Sherrill, John L. (1964). 《그들은 다른 방언으로 말한다》. New York: 맥그로힐.
- Stronstad, Roger (1984). 《누가의 은사주의 신학》. 매사추세츠주 피바디: 헨드릭슨 출판사.
- Tarr, Del (2010). 《하나님의 어리석음: 한 언어학자가 방언의 신비를 보다》. 미주리주 스프링필드: 액세스 그룹 출판사.
- Yun, Koo D. (2003). 《성령 세례》. New York: 아메리카 대학교 출판부.